# Coleonema pulchrum
Coleonema pulchrum är en vinruteväxtart som beskrevs av William Jackson Hooker. Coleonema pulchrum ingår i släktet Coleonema och familjen vinruteväxter. Inga underarter finns listade i Catalogue of Life.